# البرازيل وأسلحة الدمار الشامل
في سبعينيات وثمانينيات القرن العشرين، خلال الحكم العسكري، امتلكت البرازيل برنامجًا سريًا لتطوير أسلحة نووية. فُكِّك البرنامج عام 1990، بعد انتهاء الحكم العسكري بخمس سنوات، واعتبِرت البرازيل خالية من أسلحة الدمار الشامل.
البرازيل هي إحدى دول عديدة (وإحدى أواخر هذه الدول) التي تعهدت بنبذ الأسلحة النووية بحسب شروط معاهدة الحد من انتشار الأسلحة النووية، لكنها تمتلك بعض التقنيات الأساسية الضرورية لإنتاج أسلحة نووية.

## البرنامج النووي
في خمسينيات القرن العشرين، شجع الرئيس جيتوليو فارجاس على تطوير قدرات نووية وطنية مستقلة. خلال سبعينيات وثمانينيات القرن العشرين، صاعدت البرازيل والأرجنتين المنافسة النووية. نتيجة لنقل التقنيات من ألمانيا الغربية، والتي لم تتطلب وسائل حماية من الوكالة الدولية للطاقة الذرية، سعت البرازيل لتطوير برنامج أسلحة نووية مُتحوِّل يُعرَف بالبرنامج الموازي، بمنشآت تخصيب (تتضمن معامل تخصيب بالطرد المركزي ذات مقياس صغير، وقدرة إعادة معالجة محدودة وبرنامج صواريخ). ذكرت تقارير أن البرازيل اشترت يورانيوم عالي التخصيب من الصين في ثمانينيات القرن العشرين. في ديسمبر 1982، ترأس رئيس اللجنة الوطنية للطاقة النووية في ذلك الوقت ريكس نازاري مهمة إلى الصين بهدف شراء يورانيوم مُخصَّب من نظرائهم الصينيين في المؤسسة الصينية النووية الوطنية. أشارت مصادر إلى أنه بعد بضع سنوات نُقِلت أسطوانات هيكسافلورايد برازيلية إلى الصين تحتوي على اليورانيوم الطبيعي. عادت هذه الأسطوانات إلى البرازيل ومن المفترض أنها تحوي خزفًا صينيًا اشترته السيدة الأولى دولسي فيغيريدو خلال رحلتها. في 1987، أعلن الرئيس سارني أن البرازيل خصّبت يورانيوم حتى 20%.
عام 1990، أغلق الرئيس فيرناردو كولور ميلو موقع اختبار كاتشيمبو في بارا بصورة رمزية، وكشف خطة الجيش السرية بتطوير سلاح نووي. فتح الكونغرس الوطني البرازيلي تحقيقًا في البرنامج الموازي. زار أعضاء الكونغرس منشآت عديدة من بينها معهد الدراسات المتقدمة في ساو جوزيه دوس كامبوس. أجروا مقابلات مع لاعبين أساسيين في البرنامج النووي، مثل الرئيس السابق جواو فيغيريدو وجنرال الجيش المتقاعد دانييلو فينتوريني المدير السابق لمجلس الأمن الوطني خلال فترة فيغيريدو. كشف تحقيق الكونغرس حسابات مصرفية سرية تحت الاسم المشفر «دلتا» أدارتها اللجنة الوطنية للطاقة النووية واستخدِمت لتمويل هذا البرنامج. كشف تقرير الكونغرس أن معهد الدراسات المتقدمة صمم جهازي قنابل ذرية، الأول بقدرة عشرين إلى ثلاثين كيلو طن والثاني بقدرة عشرين كيلو طن. كشف نفس التقرير أن نظام الجيش البرازيلي صدّر بشكل سري ثمانية أطنان من اليورانيوم إلى العراق في 1981.
عام 1991، تركت البرازيل والأرجنتين منافستهما النووية. في 13 ديسمبر 1991، وقّعوا اتفاقية رباعية الأطراف، في مقر الوكالة الدولية للطاقة الذرية، وأُنشِئ بموجبة هذا الاتفاق الوكالة البرازيلية الأرجنتينية للمحاسبة ومراقبة المواد النووية، وسمح بإقامة منشآت نووية برازيلية وأرجنتينية بإشراف كامل من الوكالة الدولية للطاقة الذرية.
فتحت البرازيل رسميًا معمل تخصيب ريزندي في مايو 2006. دخلت تقنية تطوير التخصيب البرازيلية والمعامل نفسها في نقاشات مهمة مع الوكالة الدولية للطاقة الذرية والأمم الأعضاء فيها. قام الخلاف حول ما إذا كان سيسمح لمفتشي الوكالة الدولية للطاقة الذرية بتفتيش الآلات نفسها. لم تسمح الحكومة البرازيلية بتفتيش قاعات وحدات الطرد المركزي إذ قالت إن ذلك سيكشف الأسرار التقنية (ربما يتعلق ذلك باستخدام التحمل المغناطيسي المنخفض في مكان يشيع فيه استخدام التحمل الميكانيكي). صرحت السلطات البرازيلية أنه بما أن البرازيل ليست جزءًا من أي «محور شر» فالضغط عليها من أجل إجراء تفتيش كامل –حتى للجامعات- قد يكون محاولة لقرصنة الأسرار الصناعية. زعمت السلطات أيضًا أن تقنيتهم أفضل من تلك التي تستخدمها الولايات المتحدة وفرنسا، ويعود ذلك بشكل أساسي إلى أن محور الطرد المركزي لم يكن ميكانيكيًا بل كهرومغناطيسيًا. أخيرًا، وبعد مفاوضات مكثفة، جرى التوصل لاتفاق بألا تقوم الوكالة الدولية للطاقة الذرية بتفتيش الطاردات المركزية، لكنها ستفتش تركيب الغاز الذي يدخل ويخرج من هذه الطاردات المركزية. في 2004، صرح كولن باول وزير الخارجية الأمريكية في ذلك الوقت أنه كان متأكدًا أن البرازيل لا تملك معامل لتطوير الأسلحة النووية.